# Шатковський Олександр Теофілович
Олександр Теофілович (Феофилович) Шатковський (1867 — ?) — український актор і драматург, автор популярної п'єси «Кума Марта» (1907).

## Загальні відомості
Учень Марка Кропивницького. Виступав у трупах Деркача, Гайдамаки, Світлова, Суслова-Суходольського та ін. Відзначався танцювальними здібностями.
У складі українських труп гастролював різними містами Російської Імперії.
1894 року у складі трупи Деркача виступав у Парижі.
Автор низки відомих п'єс.

## У спогадах сучасників
Відомий грузинський театральний діяч Ніко Гварадзе, який 1895 року побував на гастролях української трупи (Суслов, Суходольський) в Тифлісі згадував: «Шатковський був чудовим коміком… і тифліські глядачі дуже любили його». Згодом він ще й виявився родичем грузинського актора Васо Абашидзе. Мати Васо, українка з родини Шатковських, виросла у Тифлісі. Васо Абашидзе подружився з Шатковським і з українською трупою взагалі. Шатковський подарував Васо Абашидзе свій портрет.

## Ролі
- «На дні» М. Горького — Лука[7]
- «Енеїда» Котляревського — Нептун[8]

## Твори
- 1898 — «Мазепа» (драма)
- 1897 — «Тарас Бульба» (драма в 4-х діях, 5 картинах зі співом і танцями за М. Гоголем)[9]
- 1896 — «Майська ніч» (комічно-фантастична оперета в 3-х діях за М. Гоголем)[9]
- 1907 — «Кума Марта» (п'єса на 5 дій зі співами, хорами і танцями; український варіант «Чародійки» І. Шпажинського)
- 1908 — «Боговідступниця» за П. Мирним